# Molly Manning Walker
Molly Manning Walker (Londen, 14 september 1993) is een Brits cameravrouw, scenarioschrijver en filmregisseur.

## Biografie
Manning Walker woont in Londen, volgde studies aan de Bournemouth University of Arts en studeerde af aan de National Film and Television School (NFTS). Met de afstudeerfilm November 1st won ze in 2019 als cameravrouw brons bij de Student Academy Awards en werd ze genomineerd bij Camerimage. Haar korte film Good Thanks, You? werd geselecteerd voor het Filmfestival van Cannes 2020 in de sectie Semaine de le critique, dat in oktober 2020 online doorging.
Haar debuutfilm als regisseur, How to Have Sex, won de Prix Un certain regard op het Filmfestival van Cannes 2023 en de European Discovery - Prix FIPRESCI (Beste debuutfilm) op de 36e Europese Filmprijzen.

## Filmografie (selectie)
| Jaar | Film              | Bijdragen | Bijdragen | Bijdragen  | Opmerkingen   |
| Jaar | Film              | Regie     | Scenario  | Camerawerk | Opmerkingen   |
| ---- | ----------------- | --------- | --------- | ---------- | ------------- |
| 2023 | How to Have Sex   | Afgevinkt | Afgevinkt |            |               |
| 2023 | Scrapper          |           |           | Afgevinkt  |               |
| 2020 | Good Thanks, You? | Afgevinkt | Afgevinkt |            | Korte film    |
| 2019 | November 1st      |           |           | Afgevinkt  | Afstudeerfilm |

## Prijzen en nominaties
De belangrijkste:
| Jaar | Prijs                       | Categorie                                                             | Film            | Uitslag       |
| ---- | --------------------------- | --------------------------------------------------------------------- | --------------- | ------------- |
| 2024 | British Academy Film Awards | Uitzonderlijk debuut van een Britse schrijver, regisseur of producent | How to Have Sex | In afwachting |
| 2023 | Filmfestival van Cannes     | Prix Un certain regard                                                | How to Have Sex | Gewonnen      |
| 2023 | Europese Filmprijzen        | European Discovery - Prix FIPRESCI                                    | How to Have Sex | Gewonnen      |